# (461) Saskia
(461) Saskia es un asteroide perteneciente al cinturón de asteroides descubierto el 22 de octubre de 1900 por Maximilian Franz Wolf desde el observatorio de Heidelberg-Königstuhl, Alemania.
Está posiblemente nombrado en honor de Saskia van Uylenburgh (1612-1642), esposa de Rembrandt.
Saskia forma parte de la familia asteroidal de Temis.